# Olbonoma callopistis
Olbonoma callopistis är en fjärilsart som beskrevs av Edward Meyrick 1913. Olbonoma callopistis ingår i släktet Olbonoma och familjen praktmalar, Oecophoridae. Inga underarter finns listade i Catalogue of Life.